# Ray Keldie
Ray Keldie (Sydney, 17 gennaio 1946) è un ex tennista australiano.

## Carriera
In carriera ha ottenuto il suo miglior risultato raggiungendo la finale di doppio agli Australian Open nel 1968, in coppia con il connazionale Terry Addison.